# Royal Philharmonic Society

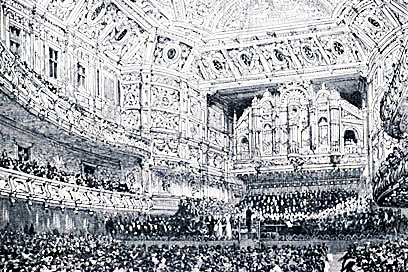
Queen’s Hall, London, Zeichnung von 1893

Die Royal Philharmonic Society (RPS) ist eine britische Konzertgesellschaft für klassische Orchestermusik. Sie wurde 1813 in London unter dem Namen Philharmonic Society of London (auch Philharmonic Society oder London Philharmonic Society genannt) gegründet und ist eine der ältesten Musikgesellschaften dieser Art. Im viktorianischen Zeitalter war sie prägend für die Musikgeschichte.
Ziele waren die Förderung der bestmöglichen Darbietung der Instrumentalmusik, vorrangig durch regelmäßige öffentliche Konzerte in London innerhalb der Konzertsaisons. Sie vergab Kompositionsaufträge und führte die ihr gewidmeten Kompositionen auf, von denen eine Vielzahl nach ihrer Erstaufführung heute zum Weltrepertoire gehören.
Vorsitzender ist seit Juli 2010 John Gilhooly.

## Geschichte

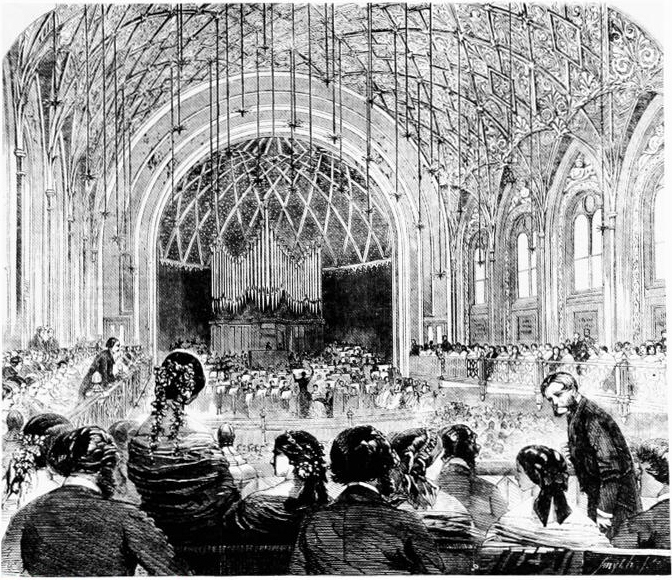
St. James’s Hall, Zeichnung von 1858

Die Gesellschaft wurde am 24. Januar 1813 von 30 Berufsmusikern unter der Federführung von Charles Neate, Johann Baptist Cramer, Philip Antony Corri und Henry Dance gegründet.
Die Gründungsmitglieder waren: die Komponisten Thomas Attwood, Henry Rowley Bishop, William Horsley, Vincent Novello, William Shield und Samuel Webbe; die Pianisten Ludwig Berger, Johann Baptist Cramer, George Eugène Griffin, Charles Neate und der Pianist und Komponist Muzio Clementi; die Violinisten Benjamin Blake, Franz Cramer, William Dance, Johann Peter Salomon, Giovanni Battista Viotti, Felix Janiewicz; die Streicher R. H. Potter (Viola), William Sherrington (Viola), Charles Jane Ashley (Cello) und die Kontrabassisten Henry Hill und Joseph Moralt; der Flötist Andrew Ashe; die Sänger James Bartleman (Bass), Thomas Simpson Cooke (Bass), William Knyvett sowie Philip Antony Corri, Graeff und die Dirigenten William Ayrton und George Smart. Dazu kamen 25 assoziierte Mitglieder.
Die Musiker entschieden gemeinsam darüber, wer den Mitgliedsstatus erhält, welche Musik aufgeführt wird und wer von ihnen hierfür die musikalische Leitung hat, was auch dazu führte, dass sich mehrere Mitglieder gleichzeitig Direktoren nannten. Dieses Konzept war vorbildhaft z. B. für die 1842 gegründete Philharmonic Symphony Society of New York, die nach den Statuten für ihre eigene Gesellschaft angefragt hatte.
Das erste Konzert fand am 8. März 1813 statt unter der Leitung von Johann Peter Salomon mit Muzio Clementi als Pianist und Nicolas Mori als erste Geige; dargebracht wurden Sinfonien von Joseph Haydn und Ludwig van Beethoven, dazu kleinere Stücke und Kammermusik von Luigi Cherubini, Antonio Sacchini, Luigi Boccherini und Mozart. Seitdem haben viele herausragende Komponisten und Künstler an den Konzerten mitgewirkt.

### 1813–1912
Aufführungsorte des Orchesters der Gesellschaft waren von 1813 bis 1830 die Argyll Rooms (teilweise 1830 durch Feuer zerstört), danach bis 1869 die Hanover Square Rooms (Hanover Square Concert Room) mit 800 Sitzplätzen. 1869 siedelte man in die größere St. James’s Hall um und blieb dort bis 28. Februar 1894. Es folgte von 1894 bis 1941 die Queen’s Hall. Sie wurde 1893 erbaut und galt als Aufführungsstätte mit „perfekter Akustik“, der Saal hatte mehrere Balkone und umfasste 2.400 Sitzplätze. Sie wurde 1941 zerbombt.

### Seit 1912
Seit der 100. Konzertsaison 1912 steht sie unter der unmittelbaren Schirmherrschaft des Königshauses und nennt sich fortan Royal Philharmonic Society.
Die Gesellschaft unterhält heute kein eigenes Orchester mehr, auch weil sich durch die neuen großen Orchestergründungen des Thomas Beecham, 1932 das London Philharmonic Orchestra und 1947 Royal Philharmonic Orchestra, die Konzertlandschaft in London verändert hatte.
Sie ist ein gemeinnütziger Verein (UK charity No. 213693) und ist offen für Mitglieder, Fördermitglieder und Institutionen. Ihr Schwerpunkt liegt heute bei der Musikförderung.

### Eine Vorgängergesellschaft im 18. Jahrhundert
Christopher Hogwood schreibt 1992 in seiner Händelbiographie, dass Mitglieder der Philharmonic Society im Februar 1732 im Orchester spielten, als die Knaben der Chapelle Royal zusammen mit anderen Chören mehrere Aufführungen der History of Hester (Oratorium Esther) von Georg Friedrich Händel sangen. Erläuternd dazu lautet eine diesbezügliche Notiz in einer Aufführungspartitur, dass sich nur Leute von Stand in dieser Gesellschaft befanden. Danach dürfte es sich um eine Liebhabergesellschaft gehandelt haben.

## Dirigenten und Musikdirektoren
Eine Konzertsaison umfasste laut Satzung anfänglich acht Konzerte, deren Programme erhalten sind. Die Besonderheit lag darin, dass für jede Konzertsaison eine Reihe von Musikdirektoren benannt wurde; für die erste Saison 1813 waren dies: William Ayrton (1777–1858), Henry Bishop (1786–1855), Muzio Clementi, Philip Antony Corri (1784–1832), Johann Baptist Cramer (1771–1858), Franz Cramer (1772–1848) und William Dance (1755–1840).
Seit Beginn gab es zahlreiche Musikdirektoren, Dirigenten und Gastdirigenten, für die Zeit von 1813 bis 1845: Luigi Cherubini, Charles Gounod, Ferdinand Hiller, Felix Mendelssohn Bartholdy, Hector Berlioz, Louis Spohr, Carl Maria von Weber.
Erst ab 1845 wurden ordentliche Dirigenten ernannt: zuerst von 1846 bis 1854 Michele Costa, 1855 Richard Wagner, von 1867 bis 1883 William George Cusins, 1884 Frederic Hymen Cowen, von 1885 bis 1887 Arthur Sullivan, von 1888 bis 1892 und von 1900 bis 1908 erneut Cowen, von 1893 bis 1900 Alexander Mackenzie. Ab 1908 folgten u. a. Arthur Nikisch.

## Repertoire
Zur Zeit der Gründung waren Mischkonzerte aus Orchestermusik, Kammermusik, Opernfragmenten und Instrumental- und Gesangssoli üblich mit einem sich daraus ergebenden Virtuosenkult; älteres Repertoire, zum Beispiel die Musik Händels, bevorzugten die ebenfalls in London berühmten Ancient Concerts. Dagegen widmete sich die Philharmonic Society bevorzugt zeitgenössischen Kompositionen der Klassik und Romantik unter der Leitung eines Dirigenten. Von ihren Anfängen an beherrschten die Namen Joseph Haydn, Wolfgang Amadeus Mozart, Ludwig van Beethoven und Luigi Cherubini die Programme, die Bedeutung der Konzerte lag dabei im hohen Niveau der Aufführung. Die Klangqualität führte zum Verdienst, dass die großen Orchesterwerke der Klassiker weithin bekannt wurden. Ab 1830 bildeten sich neue Konzert-Typen heraus, die letztlich zu den Popular Concerts (Pops) und den Promenade Series, den Proms führten, die im gleichen Konzerthaus wie die der Philharmonic Society, der Queen’s Hall, stattfanden.

## Auftragsarbeiten und Widmungswerke

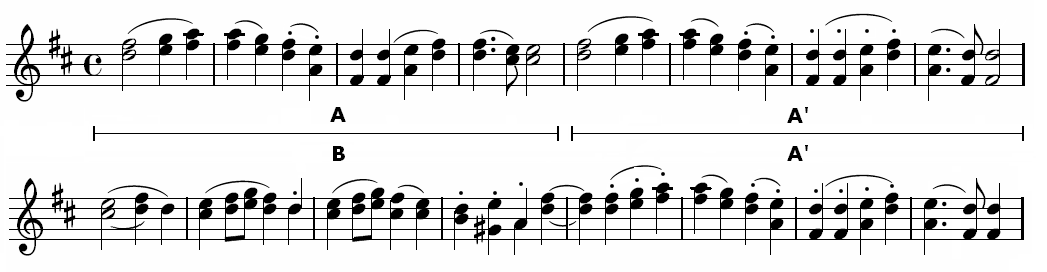
Notenbeispiel: Ludwig van Beethoven – Symphonie Nr. 9, Ode an die Freude, Thema (Oboenstimmen)

Die Gesellschaft vergab Kompositionsaufträge, ihr wurden auch von Komponisten zahlreiche Werke gewidmet, die dann zur Ur- oder Erstaufführung in Großbritannien kamen. Zu den bekanntesten zählen:
- Ludwig van Beethovens 9. Sinfonie, als Manuskriptkopie der Partitur übersandt, mit Uraufführung am 7. Mai 1824 im Kärntnertortheater in Wien und in Großbritannien erstmals am 21. Mai 1825 unter der Leitung von George Smart aufgeführt;[10][11]
- Felix Mendelssohn Bartholdy schrieb für die Gesellschaft seine Italienische Symphonie in A-Dur Opus 90 (MWV N 16), die am 13. Mai 1833 unter seiner Leitung uraufgeführt wurde;
- William Sterndale Bennett komponierte zum fünfzigjährigen Bestehen der Philharmonic Society die Ouvertüre Paradise and the Peri (Fantasy Overture), Op. 42 (1862) sowie als Auftragskomposition seine Sinfonie, g-Moll, Opus 43 (1864, überarbeitet 1867);
- Antonín Dvořáks 7. Sinfonie wurde am 22. April 1885 bei der Philharmonic Society uraufgeführt, die Dvořák zum Ehrenmitglied ernannt hatte;
- Camille Saint-Saëns führte am 19. Mai 1886 die von der Philharmonic Society in Auftrag gegebene 3. Sinfonie (Orgelsinfonie) in London zum ersten Mal auf.

## Bibliothek und Archiv
Im Laufe des Bestehens verzeichnete die Bibliothek der Gesellschaft eine große Zahl an Sitzungsberichten (minutes), Korrespondenzen, Aufführungsplakaten, Konzertprogrammen, Autografen, Noten und ganze Partituren. Dieses Archiv konnte sie aus finanziellen Gründen nicht weiter halten und wurde der British Library in London zum Kauf angeboten. Zuvor waren schon Haydn-Manuskripte an die British Library für £ 600.000 verkauft worden.
2003 wurde das Vereinsarchiv an die British Library nach Spendenaufrufen für die geforderten £ 1 Million verkauft, darunter 270 Partituren, auch die der 9. Sinfonie Beethovens, und herausragende Autografen. Sie befinden sich jetzt in der Music Collections der British Library.

## Ehrungen und Preise

### Goldmedaille
Die Gold Medal (Goldmedaille) der Royal Philharmonic Society wurde 1870 anlässlich des 100. Geburtstages von Ludwig van Beethoven für herausragende musikalische Leistungen geschaffen und erstmals im Jahr 1871 verliehen. Die Medaille zeigt das Seitenprofil des Kopfes der von dem österreichischen Bildhauer Johann Nepomuk Schaller für die RPS gestalteten Beethoven-Büste, eine der bekanntesten ihrer Art.
Sie wird nicht jährlich vergeben und gilt als eine der begehrtesten Auszeichnungen. Träger der Goldmedaille der Royal Philharmonic Society sind:
| - 1871: - William Sterndale Bennett - Christina Nilsson - Charles Gounod - Joseph Joachim - Helen Lemmens-Sherrington - Arabella Goddard - Charles Santley - William George Cusins - Therese Tietjens - Felix Janiewicz - Fanny Linzbauer (Stifterin) - 1872: Euphrosyne Parepa-Rosa - 1873: Hans von Bülow - 1876: - Louisa Bodda-Pyne - Anton Rubinstein | - 1877: Johannes Brahms - 1880: Stanley Lucas - 1895: Adelina Patti - 1897: - Emma Albani - Ignacy Jan Paderewski - 1900: Edward Lloyd - 1901: Eugène Ysaÿe - 1902: Jan Kubelík - 1903: Clara Butt - 1904: Fritz Kreisler - 1909: Louise Kirkby Lunn - 1910: Emil von Sauer - 1912: - Pablo Casals - Harold Bauer - Luisa Tetrazzini | - 1914: Muriel Foster - 1916: Vladimir de Pachmann - 1921: Henry Wood - 1922: Alexander Mackenzie - 1923: Alfred Cortot - 1925: - Frederick Delius - Edward Elgar - 1928: Thomas Beecham - 1930: - Ralph Vaughan Williams - Gustav Holst - 1931: Arnold Bax - 1932: Sergei Rachmaninow - 1934: - Edward German - Hamilton Harty | - 1935: Jean Sibelius - 1936: Richard Strauss - 1937: - Felix Weingartner - Arturo Toscanini - 1942: Myra Hess - 1944: - Sergei Prokofiev - Adrian Boult |

Nach dem Zweiten Weltkrieg
| - 1947: William Walton - 1950: John Barbirolli - 1953: Kathleen Ferrier - 1954: Igor Strawinski - 1957: Bruno Walter - 1959: Malcolm Sargent - 1961: Arthur Rubinstein - 1962: Yehudi Menuhin - 1963: - Arthur Bliss - Pierre Monteux - 1964: - Lionel Tertis - Benjamin Britten - 1966: Dmitri Schostakowitsch - 1967: Zoltán Kodály - 1970: Mstislaw Rostropowitsch | - 1974: Vladimir Horowitz - 1975: Olivier Messiaen - 1976: Michael Tippett - 1980: Clifford Curzon - 1984: Herbert von Karajan - 1986: - Andrés Segovia - Witold Lutosławski - 1987: Leonard Bernstein - 1988: Dietrich Fischer-Dieskau - 1989: Georg Solti - 1990: - Claudio Arrau - Janet Baker - Bernard Haitink - Swjatoslaw Richter - 1991: Isaac Stern | - 1992: Alfred Brendel - 1994: Colin Davis - 1995: - Elliott Carter - Rafael Kubelík - 1997: Pierre Boulez - 1999: - Simon Rattle - Plácido Domingo - 2002: Joan Sutherland - 2003: Claudio Abbado - 2004: György Ligeti - 2005: Charles Mackerras - 2007: Daniel Barenboim - 2008: Henri Dutilleux - 2009: Thomas Quasthoff | - 2012: - Nikolaus Harnoncourt - Mitsuko Uchida - 2013: - György Kurtág - András Schiff - 2014: - John Tomlinson - 2015 - Martha Argerich - Antonio Pappano - 2016: - Peter Maxwell Davies - 2017: - Mariss Jansons |

### Ehrenmitgliedschaft
Eine Ehrenmitgliedschaft wird seit 1826 denjenigen verliehen, die sich besondere Verdienste für die Musik erworben haben. Sie wird ebenso wie die Goldmedaille selten vergeben, insgesamt bisher 125-mal (Stand: 2011).
Die Ehrenmitglieder sind:
| - 1826: Carl Maria von Weber - 1829: - Daniel Auber - Jean-François Lesueur - Felix Mendelssohn Bartholdy - Giacomo Meyerbeer - George Onslow - 1830: Johann Nepomuk Hummel - 1836: Sigismund Thalberg - 1839: Gioachino Rossini - 1859: - Hector Berlioz - Niels Gade - Fromental Halévy - Moritz Hauptmann - Ferdinand Hiller - Franz Liszt - Heinrich Marschner - Ignaz Moscheles - Julius Rietz - Johannes Verhulst - 1860: Richard Wagner - 1861: Euphrosyne Parepa-Rosa - 1869: Lucy Anderson - 1869: - Otto Goldschmidt - Charles Gounod - Stephen Heller - Therese Tietjens | - 1870: Joseph Joachim - 1882: - Johannes Brahms - Joachim Raff - Alberto Randegger - Giuseppe Verdi - 1884: - Antonín Dvořák - Sophie Menter - Wassili Sapelnikow - Pablo de Sarasate - 1885: - Giovanni Bottesini - Hans von Bülow - 1886: Franz Rummel - 1887: - Moritz Moszkowski - Camille Saint-Saëns - Clara Schumann - 1888: Johan Svendsen - 1889: - Edvard Grieg - Pjotr Tschaikowski - Charles-Marie Widor - 1891: - František Ondříček - Eugène Ysaÿe | - 1893: Ignacy Jan Paderewski - 1894: Max Bruch - 1897: - Emil von Sauer - Alexander Glasunow - 1899: Moriz Rosenthal - 1902: - Sergei Rachmaninow - Jules Massenet - 1906: - Raoul Pugno - Hans Richter - Richard Strauss - 1908: Jan Kubelík - 1912: Vasily Safonov - 1913: - Willem Mengelberg - Arthur Nikisch - 1921: - Alfred Cortot - Maurice Ravel - Igor Strawinski - Arturo Toscanini - 1922: Harold Bauer - 1927: Leopold Stokowski - 1929: Jean Sibelius - 1930: Pablo Casals |

Nach dem Zweiten Weltkrieg
| - 1948: - Keith Douglas - John Mewburn Levien - 1951: - Frederic Austin - Ernest Irving - 1953: - Marion Scott - Albert Schweitzer - 1959: Arthur Rubinstein - 1956: - Paul Hindemith - Gregor Piatigorsky - 1959: Benno Moiseiwitsch - 1960: George Baker - 1970: Aaron Copland - 1971: William Glock - 1984: Eric Fenby - 1985: - Lennox Berkeley - Dietrich Fischer-Dieskau - Yehudi Menuhin - Gerald Moore - Solomon - 1986: Lorin Maazel - 1987: - Janet Baker - Peter Maxwell Davies - Léon Goossens | - 1988: - Claudio Arrau - Julian Bream - Bernard Haitink - 1989: - John Denison - Vernon Handley - 1990: - Charles Groves - Rafael Kubelík - 1991: - Thomas Armstrong - Harrison Birtwistle - Pierre Boulez - Elliott Carter - Joan Cross - György Ligeti - Paul Sacher - Katharine, Duchess of Kent - 1994: - Felix Aprahamian - Charles Mackerras - 1996: Howard Ferguson - 1997: John Gardner - 1998: - George Lascelles, 7. Earl of Harewood - George Christie | - 1999: - David Willcocks - Richard Steinitz - Philip Jones - Anthony Payne - 2001: Evelyn Barbirolli - 2002: Oliver Knussen - 2004: Richard McNicol - 2006: Michael Kennedy (Musikkritiker) - 2007: David Lloyd-Jones - 2008: José Antonio Abreu - 2009: Brian McMaster - 2010: - Graham Johnson - Fanny Waterman - 2011: - George Benjamin - Tony Fell - Mark Elder - 2012: John Stephens - 2013: - Ricardo Castro - Armand Diangienda - Aaron P. Dworkin - Rosemary Nalden - Ahmad Sarmast - 2014: - Marin Alsop - Martin Campbell-White - 2015: Evelyn Glennie - 2016: Graham Vick |

### Music Awards
Seit 1989 vergibt die Gesellschaft den Royal Philharmonic Society Music Award für Live-Konzerte in Großbritannien, seit 1948 den Preis für Komposition und Preise in anderen Sparten.
Sie vergibt heute nicht nur Anerkennungspreise, sondern fördert, z. T. aus dem Erlös, den sie mit dem Verkauf ihres Archives an die British Library erzielt hat, diverse Programme, darunter z. B. seit 2009 mit dem Drummond Fund die Zusammenarbeit zwischen Komponisten und Choreografen. Damit hat sich die Aufgabe der Gesellschaft von der Aufführung damals zeitgenössischer Musik auf die Förderung heutiger zeitgenössischer Musik verlagert.
Seit 1980 wird die nach Julius Isserlis benannte „RPS Julius Isserlis Scholarship“ an Nachwuchsmusiker vergeben.